# Тацуми-рю
Тацуми-рю (яп. 立身流兵法, «школа Тацуми») — классическое боевое искусство Японии, основанное между 1504 — 1521 годами мастером по имени Тацуми Санкё (яп. 三京).
Тацуми-рю обучает техникам кэндзюцу, содзюцу, иайдзюцу, бодзюцу, нагинатадзюцу, ханбодзюцу, явара, сюдан сэнтохо (яп. 手段戦闘法, эзотерика, тактика) и мономи (яп. 物見, разведка, наблюдение) и входит в состав нихон Кобудо Кёкай.

## История
Школа Тацуми-рю Хёхо была основана в начале XVI века (между 1504—1521 годами, во времена периода Муромати) мастером Тацуми Санкё. Санкё родился в префектуре, именуемой на сегодняшний день Эхиме. Предположительно, он вёл военный образ жизни и служил самураем в течение периода Эйсё (1504—1520). Изучать боевые искусства он начал с детства. Как утверждают, Тацуми не проиграл ни одной битвы, как одиночной, так и на поле боя. Будучи молодым, Тацуми не мог довольствоваться лишь техническим уровнем или победами в бою. По этой причине он уединился в молитве к горному божеству Цумаяма Даймодзин. Посредством интенсивной аскетической практики сюгё (яп. 修行), Тацуми достиг просветления (сатори) в искусстве фехтования, выходящего за рамки чисто физических достижений. Благодаря этому знанию он вскоре создал стиль Тацуми-рю.
Во времена реставрации Мэйдзи традиции Тацуми-рю изучали многие известных фехтовальщики. Так, например, техникам этого стиля обучался (а впоследствии и сам обучал) Хэнми Сосукэ, первый инструктор кэндзюцу пост-феодального Полицейского Департамента Токийского Метрополитена. Ямаока Тэссю, знаменитый фехтовальщик, говорил о Сосукэ следующее:

Фехтовальщиков много, но только Хэнми по-настоящему использует меч
Оригинальный текст (англ.)Swordsmen are many, but only Henmi uses the true sword
— Ямаока Тэссю
В течение этого периода времени, некоторые из основных ката кэндзюцу, техник иай и явара из учебной программы Тацуми-рю были приняты Управлением столичной полиции.
Еще во времена периода Эдо, Тацуми-рю широко практиковалась среди самураев клана Хотта (яп. 堀田氏), который в настоящее время располагается в области Сакура префектуры Тиба. Они сохранили традиции школы на протяжении веков и донесли его до XXI века. На сегодняшний день 22-м сокэ Тацуми-рю является Като Хироси (яп. 加藤 弘, род. в 1944 году). За пределами Японии, Лиам Кили из Мельбурна, Австралия, является единственным человеком, который имеет мокуроку школы, а также является уполномоченным инструктором Тацуми-рю. Кроме него традиции школы официально распространяют Клэр Саймон (Франция) и Джейми Гамунди (Испания).

## Учебная программа
Тацуми-рю является сого будзюцу, охватывая большое число разнообразных боевых и стратегических дисциплин и навыков — бугэйся (яп. 武芸者). Центральным оружием при изучении традиций школы Тацуми-рю является катана: обучение техникам владения мечом составляет наибольшую часть учебной программы школы. Помимо него изучаются приёмы работы с яри, нагината, рокусяку бо (длинный шест) и ханбо (короткий шест). Это делается с целью обучить фехтовальщика способам борьбы в любых условиях и против любого оружия. Изучения техник ниганаты, рокусяку бо и ханбо классифицируются как составляющие искусства фехтования учебной программы и не рассматриваются как отдельные дисциплины. Тем не менее, в практике ката принято считать, что подобное оружие всегда «проигрывает» мечу.
Тацуми-рю содержит большой набор технических приёмов безоружной борьбы — явара (не дзюдзюцу). Учебная программа явара включает в себя как техники борьбы в доспехах, так и без них, охватывая широкий спектр различных методов и ситуаций. Кроме того в ней присутствуют методы реанимации (яп. 活, ромадзи: katsu) и искусство связывания (ходзёдзюцу). Помимо борьбы Тацуми-рю включает техники работы с некоторым оружием, для которого отсутствуют ката, но которые упоминаются в свитках школы (макимоно). Ими являются дзюттэ, сюрикэн, тэссэн (металлический веер) и манрики-гусари (цепь с грузом). Эти свитки включают в себя ряд «тематических исследований» различных ситуациях, эзотерических практик, тактик, разведки и наблюдательных методов, а также ряд иных учений о различных аспектах воинской культуры и философии.